# Тараща
Тара́ща — місто на Придніпровській височині, центр Таращанської міської громади Білоцерківського району Київської області. Розташоване в зоні лісостепу лісистій місцевості на півдні Київської області, вздовж річок Котлуй (притока Росі, басейн Дніпра) і Голубкою. Відстань до Києва — 115 км; до Варшави — 779 км; до Праги — 1196 км; до Берліну — 1285 км; до Стокгольму — 1390 км. Відстань до найближчого міжнародного аеропорту «Бориспіль» — 159 км.

## Походження назви міста Таращі
За деякими даними, під час люстрації (ревізії) у 1622 році Білоцерківського староства Київського воєводства Речі Посполитої, до державної скарбниці подана доповідна про Тарасце (ймовірно Тараща) — урочище з околицями білоцерківського боярина Миколи Лісовича, який приєднався до запорізьких козаків. Тобто назва села може походити від чоловічого імені Тарас.

## Населення
- Згідно з офіційною статистикою, в 2012 році в Таращі проживало 11 534 осіб, у 2006 році — 12,2 тис.; в 2000 р. — 14,4 тис.; 1990 р. — 14,3 тис.; 1975 р. — 13,2 тис.
- Згідно з даними енциклопедії Брокгауза та Ефрона на 1898 рік в Таращі проживало: 11322 мешканці, з них: чоловіків — 5421; жінок — 5901; православних — 5968; євреїв — 5181; старообрядців — 91; католиків — 82.

Перепис євреїв Таращанського повіту 1804 року
Перепис євреїв Таращанського повіту 1808 року
Перепис євреїв Таращанського повіту 1835 року
Перепис євреїв Таращанського повіту 1882 року

### Національний склад
Національний склад населення за даними перепису 2001 року:
| Національність  | Відсоток |
| --------------- | -------- |
| українці        | 96.94%   |
| росіяни         | 2.35%    |
| вірмени         | 0.20%    |
| білоруси        | 0.19%    |
| інші/не вказали | 0.32%    |
| Усього          | 100%     |

### Мовний склад
Розподіл населення за рідною мовою за даними перепису 2001 року:
| Мова            | Кількість | Відсоток |
| --------------- | --------- | -------- |
| українська      | 12959     | 97.38%   |
| російська       | 298       | 2.24%    |
| вірменська      | 21        | 0.16%    |
| білоруська      | 9         | 0.07%    |
| румунська       | 3         | 0.02%    |
| угорська        | 2         | 0.02%    |
| болгарська      | 1         | 0.01%    |
| грецька         | 1         | 0.01%    |
| інші/не вказали | 13        | 0.09%    |
| Усього          | 13307     | 100%     |

## Відомі люди
Тараща — місто народження президента Академії Наук СРСР Александрова, хіміка Гайсинського, механіка Кузьміна, інженера-конструктора Бикова, театрала Томашевського, революціонерки Каховської, генерального прокурора УРСР Желєзногорського, генерала-хорунжого армії УНР Сікевича, істориків Волковинського та Новицького, етнографа Наулка, лікарів Ніколаєва та Ручківського, композиторів Юровського та Злотника, диригента Чернова, голови Параолімпійського комітету України Сушкевича, заслуженого тренера України з мотоспорту Братковсього та багатьох інших яскравих та відомих особистостей.

## Адміністрація міста
|  |  |  |

|  |  |  |

## Рятувальні служби та органи правопорядку
|  |

## Комунальні підприємства
|  |  | Сьогодні в місті працюють такі комунальні організації: - Виробниче управління житлово-комунального господарства, Тараща, вул. Героїв Чорнобиля, 24; - «Таращатепломережа», Тараща, вул. Короленка, 15; - КП «Таращаводоканал». Місто Тараща забезпечене центральним водопостачанням, протяжність мереж якого становить 23,9 км. Протяжність тепломережі в місті Тараща становить 3,8 км; - КП «Тараща ЖЕП»; - Таращасількомунгосп, Тараща, вул. Володимира Великого, 38; - Комунальне підприємство «Світанок», Тараща, вул. Короленка, 29/16. |

## Економіка міста
Сьогодні в економіці міста провідне місце займає торгівля та переробка сільгоспсировини. На території міста працюють підприємства із виробництва м'ясо-молочної продукції, вирощування риби та птиці, проводиться випуск ливарної продукції та машинобудування, діє завод комбікормів та кормових добавок, меблева фабрика.

## Банківські та страхові установи
Сьогодні в місті працюють такі банківські та страхові установи:
- Філія № 028 Богуславського відділення Ощадбанку № 2873, м. Тараща, вул. Шевченка 23;
- Райффайзен Банк , м. Тараща, вул. Паркова, 20;
- Відділення банку Креді Аґриколь в м. Тараща, вул. Шевченка, 14/1[4];
- Відділення Державного казначейства, м. Тараща, вул. Шевченка, 28;
- Таращанське відділення НАСК «Оранта».

## Торгівля та сфера послуг
|  |  |  |  |

## Зв'язок
Зв'язок дротовий, та стільниковий забезпечується ПАТ «Укртелеком». районі розташовані 3 базові станції мобільного зв'язку Vodafone Україна та 4 базові станції мобільного зв'язку «Київстар».[джерело?]
|  |  |  |

## Комунікації
Основними засобами комунікації в Таращанському районі залишаються автошляхи, загальна довжина яких становить приблизно 420 км. Крім того, на відстані 5-ти кілометрів від міста розташована залізнична станція Тараща, яка перебуває на "ембріональному ступені розвитку "та майже не функціонує.

## Газове господарство
Рівень газифікації природним газом у Таращанаському районі становить 95 %.

## Промисловість
|  |  |  |

### Харчова промисловість
- ТОВ «Таращамолоко», виробляє масло, кисломолочні продукти, молоко, кількість робочих місць — 90;
- ТОВ "Завод"Екорм", м. Тараща, вул. Степова, 9а, виробляє комбікорм, білково-вітамінні добавки, кількість робочих місць — 68;
- Плодоконсервний завод Київської облспоживспілки, м. Тараща, вул. Миколи Бурляя, 49;
- ВАТ «Таращапродтовари», м. Тараща, вул. Хмельницького, 1;
- Таращанський хлібокомбінат, м. Тараща, вул. Степова, 92.

### Меблева промисловість

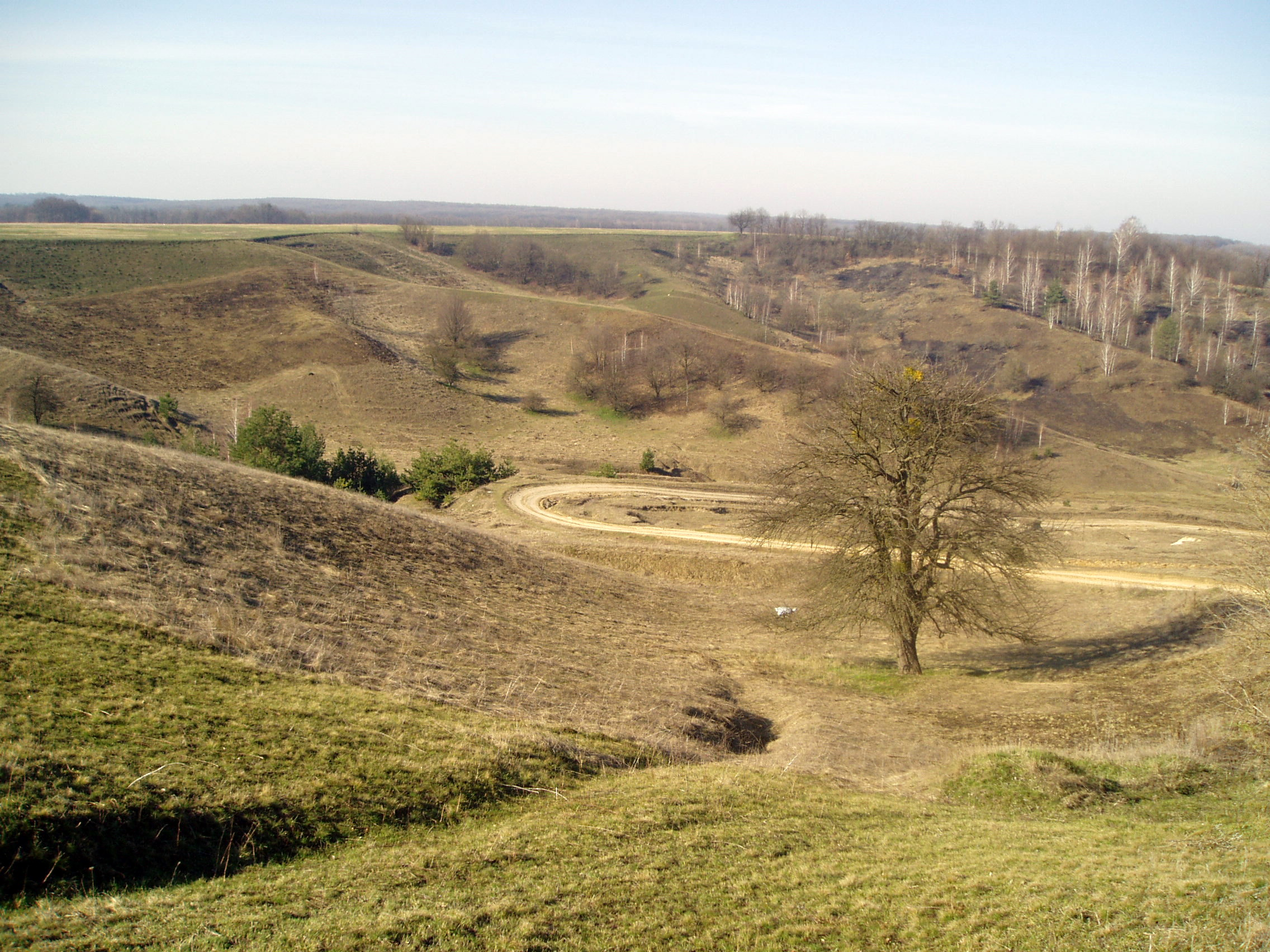
Місця проведення змагань з мотоспорту.

- Таращанська меблева фабрика.

### Металургія
- ПАТ «Завод „Мотор“», виробляв металопродукцію, кількість робочих місць — 88;
- ТОВ "Торговий дім «Будком», виробляють колосники, колодки гальмівні, люки, ротори, зірочки, кількість робочих місць — 110.

### Будівельні організації
- ВАТ «ПМК-169», кількість робочих місць — 41;
- Таращанська ПМК — 9, м. Тараща, вул. Петра Сагайдачного, 9
- ТОВ «Будівельник», кількість робочих місць — 25.

## Гірничо-видобувна промисловість
Починаючи ще з царських часів на околицях Таращі активно проводиться розробка родовищ та видобування піску, глини та будівельного каменю відкритим гірничим способом.
На території міста знаходяться два цегельних заводи з виробництва червоної цегли з глини місцевого видобутку.
У радянський період вироблені ділянки Улашівських кар'єрів активно та регулярно використовувалися для проведення обласних та республіканських змагань з мотоспорту.

## Сільське та рибне господарство

КПП Таращанської сільгосптехніки.

Тараща — районний центр великого аграрного району. Починаючи з середини 1950-х років у місті розташовані декілька потужних підприємств з ремонту та догляду за сільськогосподарськими машинами, автомобілями та тракторами господарств району. У свої найкращі часи підприємства обслуговували декілька тисяч замовлень на рік. Нині масштаби не ті в зв'язку з частковим переходом на фермерське господарювання, але потенціал є.
Тараща є одним з найбільших центрів рибного господарства Київщини. Тут міститься племінний рибний пункт «Українського науково-дослідного інституту рибництва» та рибне господарство Київського рибтресту.
У Таращі успішно працює міжколгоспна інкубаційно-птахівнича станція, яка вміло задовольняє потреби власного району, та постачає племінну птицю до інших районів Київщини. У радянський період станція давала пів мільйона птахомолодняку на рік та щороку брала участь у виставках досягнень народного господарства СРСР.

### Автомобільна школа
Автомобільна школа ТСОУ, місто Тараща, вул. Володимира Сікевича, 77. Готує водіїв категорії В, С, Д, Є.

## Спорт
Футбольний клуб «Іскра» з Таращі утворений у 1953 році. Назви команди: «Іскра» (1953), «Спартак», «Буревісник», «Спартак», з 2012 року — знову «Іскра».

## Культура та відпочинок
|  |  |  |

Мережа закладів культури району об'єднує 29 державних клубних установ, 30 бібліотек, дитячу музичну школу, в якій навчається 209 учнів на народному, фортепіанному, духовому та хореографічному відділах, історико-краєзнавчий музей.

## Освіта в Таращі

### Вищі навчальні заклади

Таращанський агротехнічний коледж, приміщенню більше 100 років.

- Навчально-консультативний центр Національного аграрного університету, місто Тараща, вул. Б. Хмельницького, 3.

- У Таращі працює районний методичний кабінет для контролю, обміну досвідом, та підвищення кваліфікації вчителів шкіл, місто Тараща, вул. Ярослава Мудрого, 35. Сайт методичного кабінету: http://tarmetod.narod.ru

- Таращанський технічний та економіко-правовий фаховий коледж Героя Радянського Союзу О. О. Шевченка, місто Тараща, вул. Б.Хмельницького 3

Таращанська районна гімназія «Ерудит». Приміщення будувалося в три етапи.
Ліва сторона збудована в 1869 році. Права сторона будувалася нацистами в 1942-43. Корпус нової школи та спортивний зал в 70-х роках ХХ ст.

Таращанська загальноосвітня школа № 2. Приміщення побудовано у 1989 році.

Таращанська загальноосвітня школа № 3.

У коледжі працює шість навчальних відділень:
- механізації сільського господарства;
- автоматизації і електрифікації сільського господарства;
- бухгалтерського обліку;
- правознавства;
- організації виробництва (аграрного менеджменту);
- комерційної діяльности.

Сьогодні в коледжі навчається 1746 студент денного відділення та 666 студентів заочного відділення.

### Навчально-виробничі комбінати
У Таращі також працюють два навчально-виробничих комбінати:
- Міжшкільний навчально-виробничий комбінат, місто Тараща, вул. Героїв Чорнобиля, 71. Готує фахівців за спеціальностями: водій; столяр; продавець; швея.

- Київський обласний навчально-курсовий комбінат, місто Тараща, Б. Хмельницького, 75. Готує фахівців за спеціальностями: тракторист категорії А, Б, С; водій категорії В, С, Д, Є ; автокранівник; оператор котелень; газоелектрозварювальник.

### Школи I—III ступенів
У Таращі працюють дві одинадцятирічні школи:
- Таращанський районний ліцей «Ерудит» (більш відомий під назвою «Ліцей "Ерудит"»), місто Тараща, вул. Шевченка, 39;
- Таращанська загальноосвітня школа № 2, місто Тараща, вул. Володимира Великого, 42;

### Школи I—II ступенів
У Таращі працюють дві дев'ятирічних школи:
- Таращанська загальноосвітня школа № 3, місто Тараща, Зарічна, 20;
- Таращанські спеціалізована школа-інтернат (для дітей сиріт, а також дітей з неблагополучних та неповних сімей), місто Тараща, Білоцерківська, 78.

### Позашкільні заклади
У Таращі чотири позашкільні заклади освіти:
- Таращанська музична школа, місто Тараща, вул. Шевченка, 62;
- Таращанський центр творчости дітей та юнацтва, місто Тараща, вул. Шевченка, 28;
- Таращанська станція юних натуралістів, місто Тараща, вул. Богдана Хмельницького, 51;
- Таращанська дитячо-юнацька спортивна школа, місто Тараща, вул. Володимира Великого, 32.

### Дитячі садки
Сьогодні в Таращі працюють три дитячі садки:
- № 4 «Берізка», вул. Білоцерківська, 34;
- № 5 «Сонечко», вул. Володимира Великого, 30;
- № 6 «Барвінок», вул. Героїв Чорнобиля, 68.

### Дитячий будинок
У Таращі працює один дитячий будинок змішаного типу (для дітей дошкільного віку) «Надія», місто Тараща, вул. Ярослава Мудрого, 35.

## Політична активність
На території Таращанського району зареєстровано близько 60 структурних утворень політичних партій та рухів, переважна більшість яких діють у місті Таращі.

## Соціальне обслуговування
Таращанський районний територіальний центр соціального обслуговування (надання соціальних послуг) створено для здійснення соціального обслуговування та надання соціальних послуг громадянам, які перебувають у складних життєвих обставинах і потребують сторонньої допомоги, проживають на території Таращанського району, за місцем проживання, в умовах стаціонарного, тимчасового або денного перебування.

## Охорона здоров'я
|  |  |  |

## Релігійні організації
|  |  | На сьогодні в місті функціонують такі релігійні організації: - Українська православна церква (Московський патріархат); - Православна церква України; - Українська греко-католицька церква; 15 жовтня 2017 року освячено храм Покрови Пресвятої Богородиці - Римо-католицька церква; - Євангельська Християнська Церква «Слово Життя»; - Союз Вільних Церков Християн Євангельської Віри; - Адвентисти Сьомого Дня; - Євангельські Християни-Баптисти; - Євангельська Християнська Церква «Джерело Життя»; - Християн Віри Євангельської П'ятидесятників «Христове світло»; - ТЄМГ: "Таращанська Єврейська Мессіанська Громада", дочірня громада КЄМГ(Київської єврейської мессіанської громади". |

## Тараща в літературі
- Петро Панч, «Син Таращанського полку»
- Шолом-Алейхем, «Сто один»
- Шолом-Алейхем, «Погорілець»
- Шолом-Алейхем, «З ярмарки»
- Іван Кочерга, «Алмазне жорно»
- Тарас Шевченко, «Прогулянка з задоволенням і не без моралі»
- А. Константинов и А. Новиков, Расследователь: Предложение крымского премьера, Нева, Олма-Пресс, 2002.[недоступне посилання з червня 2019]
- Ярослав Кошив, Гонгадзе — убийство которое изменило Украину
- История моего переживания. Еврейский погром Гребенко. 17 июля 1919 г.
- Михайло Булгаков, Біла гвардія
- Петровский, Д. М. Повесть о полках Богунском и Таращанском. Москва: Советский писатель, 1955 г, 424 с.
- Павел Ясеница, ЗАПИСКИ О РОССИИ[недоступне посилання з липня 2019]
- Олександр Алешо, Антропометричні досліди українського населення Уманського і Таращанського повітів Київщини. —К., 1919.
- Леонід Лащенко. Вулицями старої Таращі. Біла Церква.. Видавець О.Пшонківський. 2007. ISBN 978-966-2083-51-4
- Леонід Лащенко. Коли Тараща була молодою. Біла Церква. Видавець О.Пшонківський. 2009. ISBN 978-966-2083-59-0
- Леонід Лащенко, упорядник. Таращанські етюди. Біла Церква. Видавець О.Пшонківський. 2011. ISBN 978-966-2083-98-9
- Леонід Лащенко. Тараща і таращанці. Біла Церква. Видавець О.Пшонківський. 2013. ISBN 978-617-604-041-5
- Леонід Лащенко. Окупація. Таращанщина під час німецько-фашистського лихоліття 1941—1944 років. Частина перша. Рік 1941-й. Біла Церква. Видавець О.Пшонківський. 2016. ISBN 978-617-604-070-5
- Леонід Лащенко. Окупація. Таращанщина під час німецько-фашистського лихоліття 1941-1944 років. Частина друга. Роки 1942-44. Видавець О.Пшонківський. 2021.ISBN 978-617-604-070-5

Відомі люди міста Таращі